# Bill Komenich
William Komenich, detto Bill (Gary, 1º luglio 1916 – Gary, 8 marzo 1961), è stato un cestista statunitense, professionista nella NBL.

## Carriera
Dopo la carriera universitaria a Marquette, ha disputato tre stagioni nella NBL, giocando 65 partite con 2,9 punti di media.